# Frank Castle (Marvel Cinematic Universe)
Francis David "Frank" Castle Sr. è un personaggio immaginario interpretato da Jon Bernthal in una serie di produzioni televisive ambientate nel Marvel Cinematic Universe (MCU), basato sull'omonimo personaggio di Marvel Comics, noto comunemente con il suo alias The Punisher. Bernthal ha debuttato nel ruolo nella seconda stagione della serie televisiva Daredevil (2016), prodotta da Marvel Television in collaborazione con Netflix, per poi tornare come protagonista nello spin-off The Punisher (2017-2019). La sua interpretazione è stata accolta positivamente dalla critica e dal pubblico.
Dopo la cancellazione delle serie Marvel su Netflix, Bernthal ha ripreso il ruolo del Punitore all'interno delle produzioni dei Marvel Studios, comparendo nella prima stagione della serie Disney+ Daredevil - Rinascita (2025), in uno speciale televisivo senza titolo dedicato al personaggio, previsto come parte di Marvel Studios Special Presentations, e nel film Spider-Man: Brand New Day (2026).

## Biografia del personaggio

### Ruolo di The Punisher
Frank Castle, un ex marine del Force Recon, intraprende una violenta campagna contro il crimine organizzato a New York City in seguito all'omicidio di sua moglie e dei suoi figli durante una sparatoria di massa. Il massacro, che si rivelerà in seguito essere il risultato di un'operazione fallita che coinvolgeva la mafia irlandese, un cartello della droga e i Cani dell’Inferno, fu insabbiato dalle forze dell’ordine, lasciando Castle come unico sopravvissuto. In cerca di vendetta, elimina sistematicamente i membri di queste organizzazioni criminali, diventando noto come "The Punisher".
Le azioni di Castle lo portano in conflitto con Daredevil, che si oppone ai suoi metodi letali. Le loro divergenze ideologiche emergono chiaramente quando Castle cattura Daredevil e tenta di convincerlo che i criminali dovrebbero essere eliminati in modo permanente, piuttosto che affidati al sistema legale. Successivamente, Castle sopravvive a un’imboscata della mafia irlandese e si vendica massacrando la loro leadership. Viene infine arrestato e processato, con Foggy Nelson e Matt Murdock (che segretamente è Daredevil) come suoi avvocati, instaurando anche un legame stretto con la loro segretaria Karen Page. Il suo ex comandante, Ray Schoonover, testimonia a suo favore, ma Castle interrompe deliberatamente la difesa ammettendo apertamente i suoi omicidi in tribunale, il che porta alla condanna all’ergastolo.
Mentre è detenuto a Ryker's Island, Castle viene manipolato da Wilson Fisk per assassinare un altro detenuto, Dutton. Dopo aver portato a termine il compito, si rende conto di essere stato incastrato e di essere diventato un bersaglio da eliminare. Tuttavia, uccide diversi detenuti e alla fine costringe Fisk a rilasciarlo, permettendogli di proseguire la sua missione fuori dal carcere. Riprendendo le indagini, Castle scopre la verità dietro la morte della sua famiglia: l'orchestratore dell’operazione fallita, noto come "il Fabbro", è in realtà Schoonover. Castle lo affronta e lo giustizia, scoprendo successivamente un nascondiglio di armi e giubbotti antiproiettile.
Castle dipinge un teschio sulla sua nuova armatura e fornisce supporto da cecchino a Daredevil durante uno scontro con la Mano. Con la sua vendetta personale apparentemente compiuta, in seguito brucia l’ex casa della sua famiglia, simboleggiando l’accettazione definitiva della sua identità come il Punitore, e scompare nella notte.

### Scoprire una cospirazione
Castle termina la sua caccia ai criminali coinvolti nella morte della sua famiglia. Sei mesi dopo, lavora in un cantiere edile, ma fatica a convivere con il proprio isolamento. Si riconnette con un collega veterano, Curtis Hoyle, cercando supporto emotivo mentre continua a essere tormentato dai ricordi del suo passato in Afghanistan. La sua vita cambia quando incontra Micro, un ex analista della NSA, che gli rivela l’esistenza di un video compromettente: il filmato mostra l'unità militare di Castle coinvolta nella morte di un cittadino straniero, Ahmad Zubair, durante una missione a Kandahar. Questa scoperta spinge Castle a collaborare con Micro per far emergere la corruzione all’interno del governo e svelare la verità sul proprio passato.
Castle viene a conoscenza dell’esistenza di Cerberus, un’unità militare speciale implicata in operazioni moralmente discutibili. Dopo una missione disastrosa che portò alla morte di diversi soldati, Castle perse fiducia nel sistema militare. La sua sete di vendetta si intensifica quando scopre una cospirazione che coinvolge alti funzionari governativi, tra cui Rawlins, l’artefice della morte della sua famiglia e coinvolto nel traffico illegale di armi. La collaborazione tra Castle e Micro si fa sempre più profonda, ma il coinvolgimento della famiglia di Micro porta Castle a riflettere sulle conseguenze delle proprie azioni. Nel frattempo, l’agente della Homeland Security Dinah Madani conduce un’indagine sul passato di Castle, creando una situazione di tensione tra i due.
Castle scopre infine che il suo amico Billy Russo lo ha tradito, essendo a conoscenza del complotto per uccidere la sua famiglia. Durante un violento scontro, Castle sfigura il volto di Russo invece di ucciderlo. Affronta anche Rawlins e lo elimina, consentendo a Micro di riunirsi con la propria famiglia. Nonostante gli venga offerta l’opportunità di iniziare una nuova vita, Castle sceglie di continuare a essere il Punitore, consapevole che il prezzo della sua vendetta lo accompagnerà per sempre.

### Protezione di Amy Bendix
Un anno e mezzo dopo, Castle aiuta una giovane ragazza di nome Rachel a fuggire da un gruppo pericoloso in un bar. Dopo una sparatoria, i due si rifugiano in un motel, dove Castle scopre che il vero nome di Rachel è Amy Bendix. Il gruppo continua a inseguirli, dando origine a una serie di scontri. Castle contatta Madani per chiedere aiuto, ma si ritrova costretto a difendersi da solo. I flashback rivelano il passato di John Pilgrim come suprematista bianco e la sua missione di catturare Castle e Bendix. I due fuggono a New York, dove Castle cerca informazioni su Billy Russo. Nel frattempo, Russo si è ripreso dalle ferite e inizia a manipolare altri veterani per compiere una serie di rapine.
Castle rintraccia i russi che avevano assoldato il gruppo sulle tracce di Bendix, uccidendone la maggior parte e risparmiando il loro leader, Poloznev, che viene successivamente eliminato da Pilgrim. Castle scopre che Russo sta pianificando ulteriori atti violenti e decide di affrontarlo. Durante il confronto, Castle si rende conto che Russo soffre di amnesia e non ricorda di aver causato la morte della sua famiglia. La banda di Russo continua la propria spirale criminale, e Castle lo affronta nuovamente, rivelandogli di essere l'autore delle sue cicatrici. Gli uomini di Russo tendono un'imboscata a Castle, ma lui sopravvive e riesce a rintracciare Russo al Valhalla.
Dopo una brutale battaglia all’interno del Valhalla, Castle scopre di essere stato incastrato per l’omicidio di tre donne. Viene arrestato, ma successivamente liberato grazie all'intervento di Karen Page e Dinah Madani. Castle e Bendix riprendono la fuga, ma Pilgrim continua a inseguirli. Castle uccide Russo e affronta gli Schultz nella loro villa: lì uccide Eliza Schultz e costringe Anderson Schultz a togliersi la vita. Alla fine, Castle, Bendix e Pilgrim prendono strade separate, mentre Castle abbraccia definitivamente la sua identità come il Punitore.

### Riunione con Matt Murdock
Nel suo nascondiglio, Castle si imbatte nuovamente in Murdock, dopo che quest’ultimo scopre che il proiettile usato per uccidere Hector Ayala porta il simbolo del Punitore. Mentre Murdock propone di affrontare gli agenti di polizia corrotti che stanno abusando del simbolo, Castle lo rimprovera per essersi ritirato nei panni di Daredevil e per non aver lasciato morire Benjamin Poindexter, colpevole dell’uccisione di Nelson un anno prima.
Castle viene poi contattato da Karen Page, che gli chiede di proteggere Murdock dopo la fuga di Poindexter. Nell’appartamento di Murdock, i due combattono contro la Task Force Anti-Vigilante (AVTF) di Fisk, tra cui figura anche l’assassino di Ayala, Cole North. Castle insiste perché Murdock lo uccida, ma quest’ultimo si rifiuta. Entrambi riescono a sfuggire a un’esplosione e si ricongiungono con Page. Dopo che Murdock e Page se ne sono andati, Castle decide di affrontare l’AVTF a Red Hook, ma viene sconfitto. L’agente Powell tenta di convincerlo a unirsi a loro, ma Castle rifiuta e viene imprigionato insieme ad altri vigilanti. Successivamente, Castle inganna una guardia carceraria e dà inizio alla propria evasione.

## Versioni alternative
In Deadpool & Wolverine (2024), una variante di The Punisher viene menzionata da Elektra e Deadpool ma non compare fisicamente. Venuto da un altro universo alternativo (catalogato come la Terra-58732) ed esiliato nel Vuoto, faceva parte della Resistenza (ossia come i Resistenti), guidata dalla giovane mutante X-23 per sconfiggere la tirannia di Cassandra Nova (la sorella gemella cattiva del professor Charles Xavier) e le sue minacce per devastare le realtà parallele, ma purtroppo viene ucciso da quest'ultima, insieme ad alcuni membri del gruppo (Daredevil, Magneto, Quicksilver e la Torcia Umana).

## Concezione e sviluppo

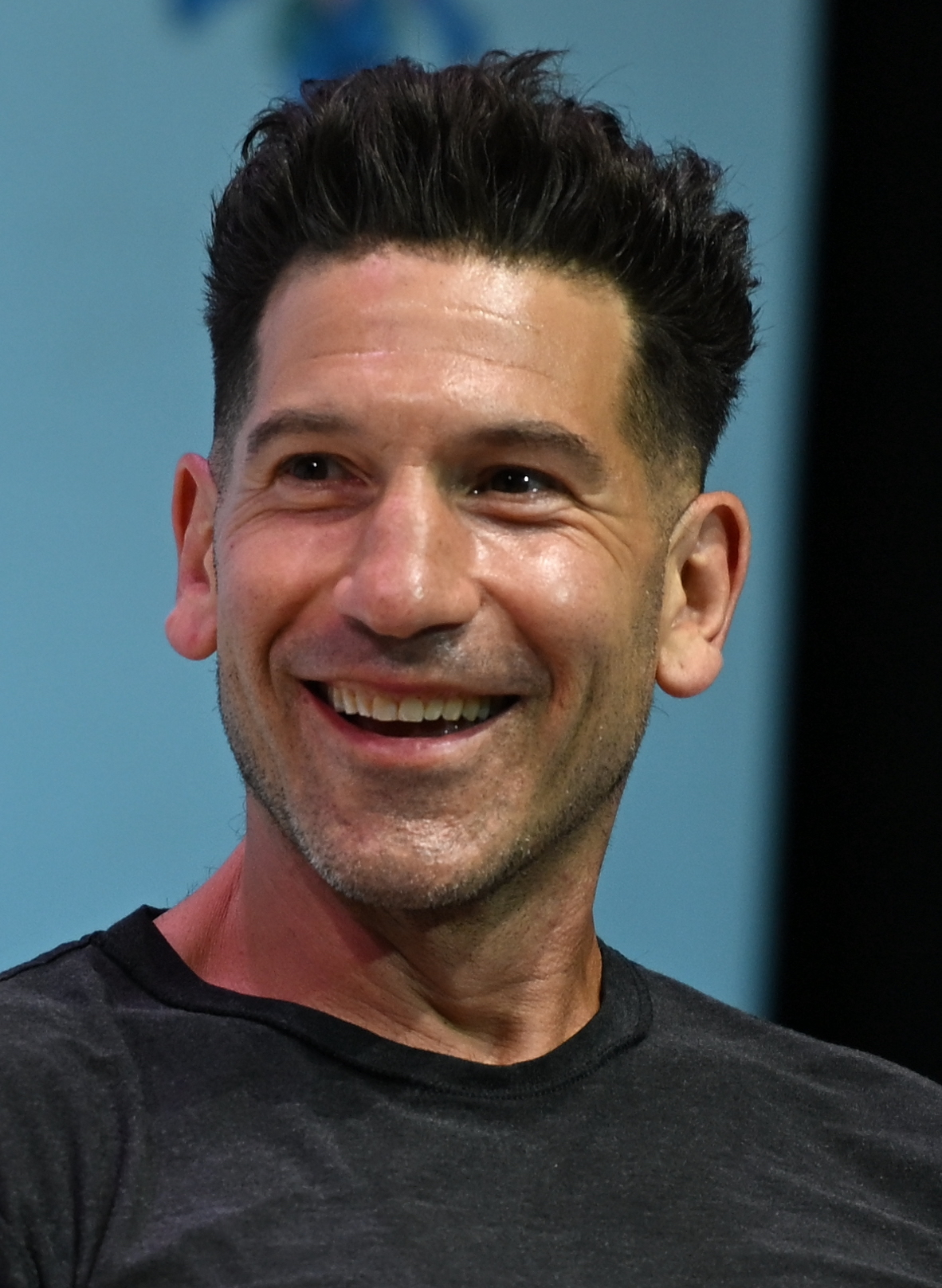
Jon Bernthal interpreta Frank Castle nel Marvel Cinematic Universe

Nell'ottobre 2013, Marvel e Disney annunciarono che Marvel Television e ABC Studios avrebbero prodotto per Netflix una serie di live-action incentrate su personaggi dei fumetti Marvel come Devil, Jessica Jones, Pugno d'Acciaio e Luke Cage, culminando in una miniserie dedicata ai Difensori. Nel giugno 2015, Marvel annunciò che Jon Bernthal era stato scelto per interpretare Frank Castle / Punisher nella seconda stagione di Daredevil. Steven S. DeKnight e gli sceneggiatori della prima stagione avevano inizialmente discusso l'idea di introdurre il personaggio in una scena dopo i titoli di coda nel finale della prima stagione, ma non fu possibile realizzarla a causa della funzione di riproduzione automatica di Netflix, che faceva partire l'episodio successivo durante i titoli di coda. La scena avrebbe mostrato Leland Owlsley in fuga - anziché essere ucciso da Wilson Fisk - per poi venire eliminato da Castle. Il volto del personaggio non sarebbe stato rivelato, ma sarebbe apparsa la sua iconica insegna a forma di teschio. DeKnight commentò che si trattò comunque della «scelta giusta», aggiungendo: «Penso ci sia un modo migliore e più organico per introdurlo al pubblico». Entro gennaio 2016, una serie spin-off dedicata a Castle era già in fase di sviluppo. The Punisher fu ufficialmente ordinata nell'aprile dello stesso anno e la prima stagione fu pubblicata su Netflix nel novembre 2017.
DeKnight affermò che questa versione del Punitore sarebbe stata «pienamente la versione Marvel», poiché le precedenti incarnazioni del personaggio non erano state prodotte sotto l'egida dei Marvel Studios o di Marvel Television. Aggiunse inoltre che il Punisher interpretato da Bernthal non sarebbe stato "estremamente violento" come quello apparso nel film Punisher - Zona di guerra (2008).

## Accoglienza

### Riconoscimenti
| Anno | Premio        | Categoria                                        | Risultato | Ref.          |
| ---- | ------------- | ------------------------------------------------ | --------- | ------------- |
| 2018 | Saturn Awards | Miglior attore in una serie televisiva           | Candidato | [ 11 ] [ 12 ] |
| 2019 | Saturn Awards | Miglior attore in una serie televisiva streaming | Candidato | [ 13 ]        |

## Altri media
Lo stuntman Eric Linden, che ha lavorato a The Punisher come coordinatore degli stunt, regista della seconda unità e controfigura di Jon Bernthal, ha diretto e interpretato il ruolo del Punitore nel cortometraggio del 2020 Skull: Punisher Reawakened, prodotto in collaborazione con FXitinPost.